# Тернер (округ, Джорджія)
Шаблон:StateAbbr_ 31°43′ пн. ш. 83°38′ зх. д. / 31.72° пн. ш. 83.63° зх. д.
Округ  Тернер (англ. Turner County) — округ (графство) у штаті  Джорджія, США. Ідентифікатор округу 13287.

## Історія
Округ утворений 1905 року.

## Демографія
За даними перепису 
2000 року 
загальне населення округу становило 9504 осіб, зокрема міського населення було 4971, а сільського — 4533.
Серед мешканців округу чоловіків було 4570, а жінок — 4934. В окрузі було 3435 домогосподарств, 2538 родин, які мешкали в 3916 будинках.
Середній розмір родини становив 3,19.
Віковий розподіл населення поданий у таблиці:
| Стать    | До 15 років | 15-21 | 22-29 | 30-39 | 40-49 | 50-65 | 65-85 | Понад 85 |
| -------- | ----------- | ----- | ----- | ----- | ----- | ----- | ----- | -------- |
| Чоловіки | 1202        | 562   | 450   | 609   | 620   | 638   | 446   | 43       |
| Жінки    | 1122        | 531   | 487   | 665   | 635   | 753   | 635   | 106      |

## Суміжні округи
- Вілкокс — північний схід
- Бен-Гілл — схід
- Ірвін — схід
- Тіфт — південний схід
- Ворт — південний захід
- Крісп — північний захід

## Виноски
1. ↑  U.S. Decennial Census. United States Census Bureau. Процитовано 26 червня 2014.
2. ↑  Historical Census Browser. University of Virginia Library. Архів оригіналу за 11 серпня 2012. Процитовано 26 червня 2014.
3. ↑  Population of Counties by Decennial Census: 1900 to 1990. United States Census Bureau. Процитовано 26 червня 2014.
4. ↑  Census 2000 PHC-T-4. Ranking Tables for Counties: 1990 and 2000 (PDF). United States Census Bureau. Процитовано 26 червня 2014.
5. ↑  State & County QuickFacts. United States Census Bureau. Архів оригіналу за 16 грудня 2015. Процитовано 26 червня 2014. [Архівовано 2015-12-16 у Wayback Machine.](англ.) Наведено за англійською вікіпедією.
6. ↑  American FactFinder. Бюро перепису населення США. Архів оригіналу за 26 лютого 2012. Процитовано 31 січня 2008. [Архівовано 2008-05-21 у Wayback Machine.]

| США | Це незавершена стаття з географії США. Ви можете допомогти проєкту, виправивши або дописавши її. |